# Feria de Agosto de Játiva
La Feria de Agosto (Fira d'Agost en valenciano) es una fiesta, originalmente de ganado, que tiene lugar cada año en la ciudad valenciana de Játiva.
La fiesta comenzó a celebrarse en 1250, por privilegio de Jaime I de Aragón, en el mes de noviembre. Sin embargo, en la actualidad tiene lugar entre el 15 (día de la Asunción de la Virgen) y el 20 de agosto. En las últimas décadas, esta feria ha evolucionado hacia una oferta de ocio y cultural, dejando en un segundo plano todo lo relacionado con el ganado. Entre los actos y costumbres tradicionales destacan la noche de canto de las tradicionales albaes, el recuperado Festival de la Cançó, y el almuerzo de feria, compuesto por sardinas, pimientos y aceitunas.
Tiene el honor de ser la más antigua de la Comunidad Valenciana, celebrándose de manera casi ininterrumpida desde su fundación, salvo en periodos de guerras, epidemias o catástrofes.

## Historia
La Feria de Agosto tiene su origen en el año 1250, cuando el rey Jaime I de Aragón (apodado "El Conquistador") otorgó a la ciudad de Játiva el privilegio de celebrar una feria.

## Actividades
Durante cinco días, las calles y plazas de Játiva se llenan de atracciones de feria, paradas comerciales y actividades culturales. La presencia de ganado, origen de la fiesta, ha pasado a un segundo plano. De entre las actividades organizadas destaca el concurso de tiro y arrastre, presente desde los años setenta del siglo XX; la noche de canto de las tradicionales albaes, el trofeo de motociclismo, el ciclo de teatro infantil o el recuperado Festival de la Cançó.

### Antigua feria de ganado
La ciudad ha sabido conservar la esencia de su origen, relacionada con el ganado. A pesar de que esta actividad ha quedado relegada a un plano totalmente secundario, multitud de ganaderos siguen acudiendo cada mes de agosto para conmemorar su celebración.
El concurso de Tiro y Arrastre, instaurado desde los años setenta, se trata de un deporte valenciano consistente en la carrera de un caballo cargado con un carro lleno de sacos de arena. Esta actividad, con casi ochenta años de historia, la comenzaron a practicar agricultores valencianos para recordar los tiempos en los que los animales de tiro eran fundamentales para la vida agraria.

### Noche de las Albaes
El cant d'Albaes es un canto tradicional valenciano, de origen ancestral, relacionado con las festividades. Se interpreta la noche del 15 del agosto para inaugurar las celebraciones, así como el 20 para proceder a su clausura.
"Los cantadores locales abandonan el bullicio de la Fira y se desplazan a la plaza de San Pedro, desde donde inician un insólito torneo de canto improvisado que romperá el silencio de la callejuelas y plazas que recorre la comitiva".

### Fiesta del motociclismo
En las últimas décadas, desde 1951, se ha venido celebrando el Trofeo de Velocidad Fira de Xàtiva, a la que acuden aficionados llegados de todos los rincones de España. Se trata de la competición de motociclismo más antigua de España, y una de las muy pocas que todavía se disputan en circuito urbano.

### Festival de la Cançó
Recientemente se ha recuperado el Festival de la Cançó, que apuesta por la música local y la cultura mediterránea.

### Mercado medieval
Centenares de puestos tradicionales tienen cabida a lo largo de la Alameda, ofreciendo desde productos artesanales de madera o barro, pasando por refrescos y aperitivos, hasta objetos mucho más actuales.

## Reconocimientos
Fiesta de Interés Turístico Nacional.